# 내혜홀초등학교
내혜홀초등학교는 대한민국의 경기도 안성시에 있는 공립 초등학교로, 2002년 3월 1일 개교하였다.

## 학교 연혁
- 2000. 01. 02 내혜홀초등학교 설립 인가
- 2002. 03. 01 내혜홀초등학교 개교

## 참고 자료
- 내혜홀초등학교 - 한국교육학술정보원 학교알리미